# Tindi nyelv
A tindi nyelv északkelet-kaukázusi nyelv, melyet Dagesztánban körülbelül 4500 ember beszél. A tindiknek nincsen nevük a saját nyelvükre, de az Idar faluban élő tindik úgy hívják a nyelvüket, hogy 'Идараб мицци' ([idarab mitsːi]) "Idar falu nyelve'.

## Földrajzi elhelyezkedés
A tindi nyelvet Dagesztán déli részének az északnyugati részén beszélik az Andi Kojszu folyó menti öt faluban. Ez az öt falu neve: Tindi (tindiül: Idari), Angida, Aknada, Ecseda (Echeda) és Tisszi (Tissi).

## Nyelvjárások
Egy forrás szerint így néznek ki a nyelvjárások:
- tindi
  - angidin
  - tindin-ecsedin (Tindin-Echedin)

Egy másik szerint pedig így:
- tindi
  - tindi
  - angida-aknada

## Hangtan

### Mássalhangzók
|               |               | Labiális | Dentális | Dentális | Alveoláris | Alveoláris | Alveoláris | Alveoláris | Palatális | Veláris      | Veláris      | Veláris | Veláris | Uvuláris | Uvuláris | Faringális | Glottális |
| ------------- | ------------- | -------- | -------- | -------- | ---------- | ---------- | ---------- | ---------- | --------- | ------------ | ------------ | ------- | ------- | -------- | -------- | ---------- | --------- |
| középső       | középső       | Labiális | Dentális | Dentális | laterális  | laterális  | középső    | középső    | Palatális | palatalizált | palatalizált |         |         | Uvuláris | Uvuláris | Faringális | Glottális |
| lenis         | fortis        | Labiális | lenis    | fortis   | lenis      | fortis     | lenis      | fortis     | Palatális | lenis        | fortis       | lenis   | fortis  |          |          | Faringális | Glottális |
| Nazális       | Nazális       | m        | n        |          |            |            |            |            |           |              |              |         |         |          |          |            |           |
| Plozivák      | zöngétlen     | p        | t        |          |            |            |            |            |           | k            | kː           | kʲ      | kːʲ     |          |          |            |           |
| Plozivák      | ejektív       |          | tʼ       |          |            |            |            |            |           | kʼ           |              | kʼʲ     |         |          |          |            | ʔ         |
| Plozivák      | zöngés        | b        | d        |          |            |            |            |            |           | ɡ            |              | ɡʲ      |         |          |          |            |           |
| Affrikáták    | zöngétlen     |          | t͡s       | t͡sː      | t͡ʃ         | t͡ʃː        |            | t͡ɬː        |           |              |              |         |         |          | q͡χː      |            |           |
| Affrikáták    | ejektív       |          | t͡sʼ      | t͡sːʼ     | t͡ʃʼ        | t͡ʃːʼ       |            | t͡ɬːʼ       |           |              |              |         |         |          | q͡χːʼ     |            |           |
| Frikatíok     | zöngétlen     |          | s        | sː       | ʃ          | ʃː         | ɬ          | ɬː         | ç         |              |              |         |         | χ        | χː       | ħ          | h         |
| Frikatíok     | zöngés        |          | z        |          | ʒ          |            |            |            |           |              |              |         |         | ʁ        |          | ʕ          |           |
| Vibránsok     | Vibránsok     |          |          |          | r          |            |            |            |           |              |              |         |         |          |          |            |           |
| Approximánsok | Approximánsok | w        | l        |          |            |            |            |            | j         |              |              |         |         |          |          |            |           |

## Magánhangzók
A tindi 20 magánhangzót különböztet meg:
|         | elülső | középső | hátsó |
| zárt    | i iː   |         | u uː  |
| középső | e eː   |         | o oː  |
| nyitott |        | a aː    |       |

## Példa szavak
| magyar    | bagval        |
| --------- | ------------- |
| én        | де̄            |
| te        | ме̄            |
| egy       | себсса        |
| kettő     | кӏ'ейа        |
| három     | лъабда        |
| négy      | боъойа        |
| öt        | иᵸштуйа       |
| víz       | лълъе̄ᵸ        |
| fa        | рогьа         |
| kutya     | бахӏӣри       |
| nap (24h) | зебу          |
| éj        | релъа         |
| hús       | рикьи         |
| ember     | гьайам, инсан |